# Hiba
Hiba är ett arabiskt kvinnonamn som betyder Guds gåva. Det kan också stavas Heba. Namnet kommer från Hebe i den grekiska mytologin.[källa behövs]
Den 31 december 2014 fanns det totalt 671 kvinnor folkbokförda i Sverige med namnet Hiba, varav 637 bar det som tilltalsnamn. Motsvarande siffror för Heba var 321 respektive 309.
Namnsdag: saknas

## Personer med namnet Hiba eller Heba
- Hiba Daniel, palestinsk-svensk journalist